# Draft WNBA 2006
2005 2007
La draft WNBA 2006 est la cérémonie annuelle de la draft WNBA lors de laquelle les franchises de la WNBA choisissent les joueuses dont elles pourront négocier les droits d’engagement.
Le choix s'opère dans un ordre déterminé par le classement de la saison précédente, les équipes les plus mal classés obtenant les premiers choix. Sont éligibles les joueuses américaines ou scolarisées aux États-Unis allant avoir 22 ans dans l'année calendaire de la draft, ou diplômées ou ayant entamé des études universitaires quatre ans auparavant. Les joueuses « internationales » (ni nées ni ne résidant aux États-Unis) sont éligibles si elles atteignent 20 ans dans l'année suivant la draft.
La draft est organisée le  5 avril 2006 à Boston. La draft a eu lieu dans le cadre du tournoi final NCAA. C’est la première fois qu’une draft WNBA a lieu hors du New Jersey. Le Lynx du Minnesota obtient le premier choix de la draft 2006. Le Mercury de Phoenix obtient le second choix. Le Sting de Charlotte obtiennent le troisième choix. Le premier choix de la draft est Seimone Augustus.
Le 16 novembre 2005, la WNBA organise une draft d’expansion draft en raison de l’arrivée dans la ligue de la nouvelle franchise du Sky de Chicago. C’est la première draft d’expansion organisée depuis la saison 2000, lorsque la WNBA accueillit le Sol de Miami, le Fire de Portland, le Fever de l'Indiana et le Storm de Seattle.

## Loterie de la draft

Logo de la loterie de la draft WNBA.

La loterie de la draft se tient le 24 octobre 2005.
Elle est remportée par le Lynx du Minnesota.

## Sélection des joueuses
| Rang | Joueuse                 | Nationalité                      | Équipe WNBA    | Université/club             |
| ---- | ----------------------- | -------------------------------- | -------------- | --------------------------- |
| 1    | Jia Perkins             | États-Unis                       | Sky de Chicago | Sting de Charlotte          |
| 2    | Brooke Wyckoff          | États-Unis                       | Sky de Chicago | Sun du Connecticut          |
| 3    | Elaine Powell           | États-Unis                       | Sky de Chicago | Shock de Détroit            |
| 4    | Kiesha Brown            | États-Unis                       | Sky de Chicago | Comets de Houston           |
| 5    | Deanna Jackson          | États-Unis                       | Sky de Chicago | Fever de l'Indiana          |
| 6    | Laura Macchi            | Italie                           | Sky de Chicago | Sparks de Los Angeles       |
| 7    | Stacey Lovelace-Tolbert | États-Unis                       | Sky de Chicago | Lynx du Minnesota           |
| 8    | DeTrina White           | États-Unis                       | Sky de Chicago | Liberty de New York         |
| 9    | Ashley Robinson         | États-Unis                       | Sky de Chicago | Mercury de Phoenix          |
| 10   | Chelsea Newton          | États-Unis                       | Sky de Chicago | Monarchs de Sacramento      |
| 11   | Bernadette Ngoyisa      | République démocratique du Congo | Sky de Chicago | Silver Stars de San Antonio |
| 12   | Francesca Zara          | Italie                           | Sky de Chicago | Storm de Seattle            |
| 13   | Stacey Dales-Schuman    | Canada                           | Sky de Chicago | Mystics de Washington       |

| Rang | Joueuse             | Nationalité                     | Équipe WNBA                 | Université/club                |
| ---- | ------------------- | ------------------------------- | --------------------------- | ------------------------------ |
| 1    | Seimone Augustus    | États-Unis                      | Lynx du Minnesota           | Université d'État de Louisiane |
| 2    | Cappie Pondexter    | États-Unis                      | Mercury de Phoenix          | Rutgers                        |
| 3    | Monique Currie      | États-Unis                      | Sting de Charlotte          | Duke                           |
| 4    | Sophia Young        | Saint-Vincent-et-les-Grenadines | Silver Stars de San Antonio | Baylor                         |
| 5    | Lisa Willis         | États-Unis                      | Sparks de Los Angeles       | UCLA                           |
| 6    | Candice Dupree      | États-Unis                      | Sky de Chicago              | Temple                         |
| 7    | Shona Thorburn      | Canada                          | Lynx du Minnesota           | Utah                           |
| 8    | Tamara James        | États-Unis                      | Mystics de Washington       | Miami (FL)                     |
| 9    | La'Tangela Atkinson | États-Unis                      | Fever de l'Indiana          | North Carolina                 |
| 10   | Tye'sha Fluker      | États-Unis                      | Sting de Charlotte          | Université du Tennessee        |
| 11   | Barbara Turner      | États-Unis                      | Storm de Seattle            | Université du Connecticut      |
| 12   | Sherill Baker       | États-Unis                      | Liberty de New York         | Université de Géorgie          |
| 13   | Kim Smith           | Canada                          | Monarchs de Sacramento      | Utah                           |
| 14   | Scholanda Dorrell   | États-Unis                      | Monarchs de Sacramento      | Université d'État de Louisiane |

| Rang | Joueuse           | Nationalité | Équipe WNBA                                          | Université/club                |
| ---- | ----------------- | ----------- | ---------------------------------------------------- | ------------------------------ |
| 15   | Ann Strother      | États-Unis  | Comets de Houston (Transféré au Mercury de Phoenix)  | Université du Connecticut      |
| 16   | Shanna Zolman     | États-Unis  | Silver Stars de San Antonio                          | Université du Tennessee        |
| 17   | Ambrosia Anderson | États-Unis  | Shock de Détroit (Transféré au Lynx du Minnesota)    | Brigham Young                  |
| 18   | Liz Shimek        | États-Unis  | Mercury de Phoenix (Transféré aux Comets de Houston) | Michigan State                 |
| 19   | Nikki Blue        | États-Unis  | Mystics de Washington                                | UCLA                           |
| 20   | Jennifer Harris   | États-Unis  | Sky de Chicago                                       | Washburn                       |
| 21   | Mistie Williams   | États-Unis  | Mercury de Phoenix (Transféré aux Comets de Houston) | Duke                           |
| 22   | Willnett Crockett | États-Unis  | Sparks de Los Angeles                                | Université du Connecticut      |
| 23   | Brooke Queenan    | États-Unis  | Liberty de New York                                  | Boston College                 |
| 24   | Renae Camino      | Australie   | Comets de Houston                                    | -                              |
| 25   | Dalila Esche      | États-Unis  | Storm de Seattle                                     | Florida                        |
| 26   | Kasha Terry       | États-Unis  | Fever de l'Indiana                                   | Georgia Tech                   |
| 27   | LaToya Bond       | États-Unis  | Sting de Charlotte                                   | Missouri                       |
| 28   | Debbie Merrill    | États-Unis  | Sun du Connecticut                                   | Université de l'État de l'Ohio |

| Rang | Joueuse                | Nationalité   | Équipe WNBA                 | Université/club            |
| ---- | ---------------------- | ------------- | --------------------------- | -------------------------- |
| 29   | Tiffany Stansbury      | États-Unis    | Comets de Houston           | North Carolina State       |
| 30   | Khara Smith            | États-Unis    | Silver Stars de San Antonio | DePaul                     |
| 31   | Megan Duffy            | États-Unis    | Lynx du Minnesota           | Notre Dame                 |
| 32   | Crystal Smith          | États-Unis    | Mercury de Phoenix          | Iowa                       |
| 33   | Miriam Sy              | États-Unis    | Mystics de Washington       | Oklahoma City              |
| 34   | Kerri Gardin           | États-Unis    | Sky de Chicago              | Virginia Tech              |
| 35   | Zane Teilane           | Lettonie      | Shock de Détroit            | Western Illinois           |
| 36   | Tiffany Porter-Talbert | États-Unis    | Sparks de Los Angeles       | Western Kentucky           |
| 37   | Christelle N'Garsanet  | Côte d'Ivoire | Liberty de New York         | Missouri                   |
| 38   | Jessica Foley          | Australie     | Fever de l'Indiana          | Duke                       |
| 39   | Erin Grant             | États-Unis    | Storm de Seattle            | Texas Tech                 |
| 40   | Marina Kuzina          | Russie        | Fever de l'Indiana          | Nadejda Orenbourg (Russie) |
| 41   | Lamisha Augustine      | États-Unis    | Monarchs de Sacramento      | San Jose State             |
| 42   | Marita Payne           | Australie     | Sun du Connecticut          | Université d'Auburn        |